# Músculos mastigadores
Músculos mastigadores ou mastigatórios são aqueles que permitem a mobilidade da mandíbula. São pares e simétricos e revestidos por fáscia. Dividem-se segundo suas funções:
- Elevadores da mandíbula:[1]
  - Masseter,
  - Temporal e
  - Pterigóideo medial;

- Abaixadores da mandíbula:[1]
  - Milo-hióideo,
  - Ventre anterior do músculo digástrico;

- Propulsores da mandíbula:[1]
  - Pterigóideo lateral;

- Retropropulsores:[1]
  - Feixe horizontal do músculo temporal.